# Fedor Žugić
Fedor Žugić (en alphabet cyrillique serbe : Федор Жугић), né le 18 septembre 2003 à Kotor, est un joueur monténégrin de basket-ball. Il évolue au poste d'arrière.

## Carrière professionnelle
Žugić participe au championnat d'Europe  des moins de 16 ans 2018 avec le Monténégro. Le Monténégro termine à la 14e place mais Žugić termine deuxième meilleur marqueur de la compétition avec 18,9 points de moyenne, derrière l'Italien Sasha Grant (it).
En février 2019, Žugić devient le plus jeune joueur à participer à une rencontre d'Euroligue, à 15 ans et 157 jours. Il bat le précédent record de Srđan Živković (en) datant de 2001.
En juillet 2021, Žugić signe pour trois saisons avec le club allemand du Ratiopharm Ulm.
En juillet 2022, Žugić participe au Championnat d'Europe des moins de 20 ans avec le Monténégro. Le Monténégro termine avec la médaille de bronze. Žugić est élu dans le meilleur cinq de la compétition avec le MVP espagnol Juan Núñez, l'Israélien Noam Dovrat (en), le Lituanien Mantas Rubštavičius et le Turc Adem Bona. Žugić termine 3e meilleur marqueur de la compétition.

## Palmarès
- Champion du Monténégro 2019, 2021
- Vainqueur de la Coupe du Monténégro 2021
- Championnat d'Europe des moins de 20 ans 2022

### Distinction personnelle
- Élu dans le cinq majeur du Championnat d'Europe des moins de 20 ans 2022